# Schleyreuth
Schleyreuth ist ein Gemeindeteil von Weißenbrunn im Landkreis Kronach (Oberfranken, Bayern).

## Geografie
Das Dorf liegt am Leßbach, einem linken Zufluss der Rodach, und bildet mit Weißenbrunn im Westen eine geschlossene Siedlung. Nördlich des Ortes gibt es eine ehemalige Sandgrube, die als Geotop ausgezeichnet ist. Die Bundesstraße 85 führt ins Ortsinnere von Weißenbrunn (0,7 km nordwestlich) bzw. an der Rucksmühle vorbei nach Kirchleus (3,7 km südlich).

## Geschichte
Gegen Ende des 18. Jahrhunderts gab es in Schleyreuth 25 Anwesen (9 Fronsölden, 9 Tropfhäuser, 4 Häuser, 2 halbe Häuser, 1 Mahlmühle). Das Hochgericht übte das Rittergut Weißenbrunn aus. Es hatte ggf. an das bambergische Centamt Kronach auszuliefern. Die Grundherrschaft über sämtliche Anwesen hatte das Rittergut Weißenbrunn.
Mit dem Gemeindeedikt wurde Schleyreuth dem 1808 gebildeten Steuerdistrikt Weißenbrunn und der 1818 gebildeten Ruralgemeinde Weißenbrunn zugewiesen.

### Einwohnerentwicklung
| Jahr      | 001818 | 001861 | 001871 | 001885 | 001900 | 001925 | 001950 | 001961 | 001970 | 001987 |
| Einwohner | 153    | 191    | 177 *  | 193 *  | 189    | 192    | 233    | 286    | 297    | †      |
| Häuser    | 26     |        |        | 33 *   | 29     | 31     | 35     | 49     |        | †      |
| Quelle    | [ 4 ]  | [ 6 ]  | [ 7 ]  | [ 8 ]  | [ 9 ]  | [ 10 ] | [ 11 ] | [ 12 ] | [ 13 ] | [ 14 ] |

## Religion
Der Ort ist seit der Reformation evangelisch-lutherisch geprägt und in die Dreieinigkeitskirche in Weißenbrunn gepfarrt.